# Elacomia elongatula
Elacomia elongatula är en skalbaggsart som beskrevs av Holzschuh 1993. Elacomia elongatula ingår i släktet Elacomia och familjen långhorningar. Inga underarter finns listade i Catalogue of Life.